# میدان نفتی بورگان
میدان نفتی بورگان (درست‌تر: بُرقان) میدان نفتی مستقر در جنوب شرقی کویت است. این میدان با در اختیار داشتن ذخیره درجای ۶۷٫۷ میلیارد بشکه نفت خام، پس از میدان نفتی غوار، دومین میدان بزرگ نفتی جهان بشمار می‌آید. میدان بورگان (برقان) در سال ۱۹۳۸ کشف شد و بهره‌برداری از آن از ۱۹۴۶ آغاز گردید. هم‌اکنون ظرفیت تولید این میدان به‌طور متوسط معادل یک میلیون و ۲۰۰ هزار بشکه در روز می‌باشد.